# Psilochalcis keralensis
Psilochalcis keralensis är en stekelart som beskrevs av T.C. Narendran 1989. Psilochalcis keralensis ingår i släktet Psilochalcis och familjen bredlårsteklar. Inga underarter finns listade i Catalogue of Life.